# William Bayliss
William Maddock Bayliss (Wolverhampton, 2 maggio 1860 – Londra, 27 agosto 1924) è stato un fisiologo britannico.

## Biografia

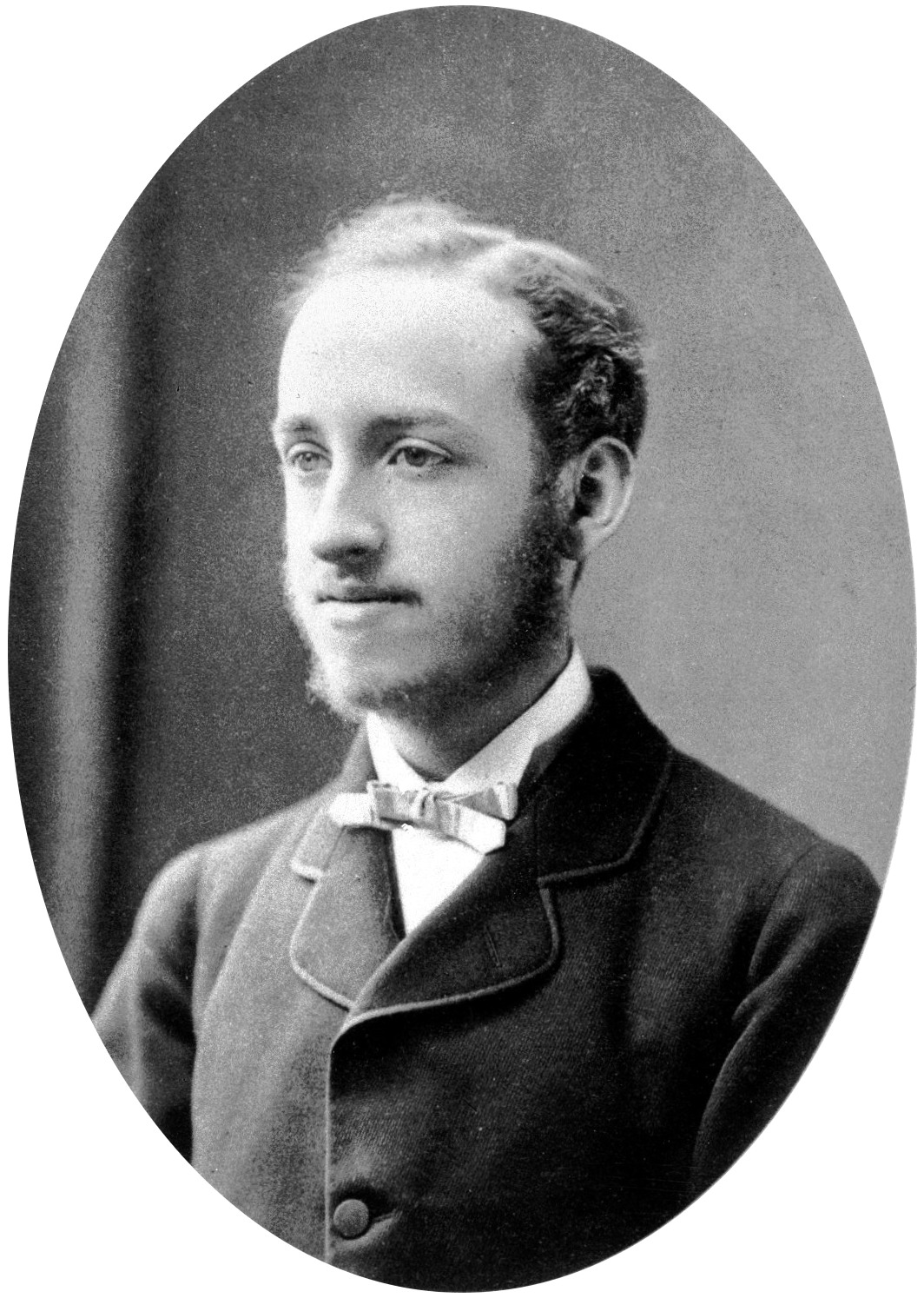
William Bayliss nel 1878 all'età di soli 18 anni

Nato a Wolverhampton, Staffordshire, conseguì il bachelor of science all'Università di Londra e il dottorato di scienze in fisiologia al Wadham College di Oxford.
Bayliss, in collaborazione con Ernest Henry Starling, scoprì l'ormone peptide secretina e la peristalsi dell'intestino. Scoprì inoltre nel 1902 l'effetto Bayliss che da lui stesso prende il nome. Fu coinvolto nel caso del cane marrone, vincendo la causa per diffamazione condotta contro Stephen Coleridge che lo aveva accusato di ricorrere in modo illegale alla pratica della vivisezione per i suoi studi.
Nel 1893 Bayliss sposò Gertrude Ellen Starling, sorella di Ernest Starling.
Fu eletto un Fellow of the Royal Society nel giugno del 1903. Congiuntamente a Ernest Henry Starling, Bayliss tenne le conferenze Croone nel 1904 e fu insignito della Medaglia Reale nel 1911 e della Medaglia Copley nel 1919. Ricevette il titolo di knight bachelor nel 1922 per il suo contributo alla medicina.
Morì a Londra nel 1924.
La Bayliss and Starling Society è stata fondata nel 1979 con lo scopo di creare un forum di scienziati interessati nella ricerca sulla funzione peptidica autonoma e centrale.

## Pubblicazioni
Oltre alle ricerche scientifiche, Bayliss ha anche pubblicato nel 1915 un influente libro di testo in fisiologia dal titolo Principles of General Physiology che giunse fino alla 4ª edizione nel 1924.

## Famiglia
Suo figlio, il dott. Leonard Ernest Bayliss (1901-1964), Royal Society of Edinburgh, fu anch'egli un fisiologo che continuò la tradizione di famiglia di scrivere libri di testo in fisiologia.